# Majdan Sobolewski
Majdan Sobolewski – wieś w Polsce położona w województwie lubelskim, w powiecie lubartowskim, w gminie Firlej.
| SIMC    | Nazwa   | Rodzaj    |
| ------- | ------- | --------- |
| 1020051 | Budy    | część wsi |
| 1020170 | Rawityn | część wsi |
| 1020200 | Tartak  | część wsi |

W latach 1975–1998 miejscowość administracyjnie należała do województwa lubelskiego.
Wieś stanowi sołectwo gminy Firlej. Według Narodowego Spisu Powszechnego (III 2011 r.) wieś liczyła 127 mieszkańców.
Według spisu powszechnego z roku 1921 miejscowość Majdan (Majdan Sobolewski), wówczas kolonia liczyła 33 domy i 210 mieszkańców.